# Jak and Daxter
Jak and Daxter es una serie de videojuegos creada por Naughty Dog. Hay tres juegos de la serie principal y tres spin-off, aunque estos también se consideran parte del argumento de la serie principal.
Los juegos son considerados historia a base de juegos de plataformas, incluyendo muchos puzles que implican saltar, a veces junto con evitar enemigos, y en juegos posteriores, usando armas diferentes en estilo shooter en tercera persona. La historia se centra en Jak y Daxter, dos amigos que van a aventuras en lugares múltiples en un mundo de ficción, incluyendo selvas, volcanes, ciudades y desiertos. Jak es un joven de mediana estatura, pelo rubio verdoso y unas grandes orejas similar a la de los elfos. Daxter es una especie de comadreja de color naranja, de pequeño tamaño, que viaja siempre sobre el hombro de Jak.
La trilogía original fue relanzada en PlayStation 3 como parte de una colección de alta definición, que incluye 720p de alta definición con imágenes más nítidas, más suave animación en 3D estereoscópico y jugabilidad completa, junto con el soporte para el sistema PlayStation Network trofeo. El port de la trilogía a PlayStation Vita y PlayStation 3 llamado The Jak and Daxter Trilogy fue realizado por Mass Media Inc. y fue lanzado en 2012. La saga ha vendido un aproximado de 15 millones de copias.

## Títulos
| Año            | Título                                       | Desarrollador                                                  | Plataforma     | Plataforma     | Plataforma     | Plataforma     | Plataforma     | Plataforma     |
| Año            | Título                                       | Desarrollador                                                  | PS2            | PSP            | PS3            | PSVita         | PS4            | PS5            |
| Saga principal | Saga principal                               | Saga principal                                                 | Saga principal | Saga principal | Saga principal | Saga principal | Saga principal | Saga principal |
| -------------- | -------------------------------------------- | -------------------------------------------------------------- | -------------- | -------------- | -------------- | -------------- | -------------- | -------------- |
| 2001           | Jak and Daxter: El legado de los Precursores | Naughty Dog                                                    |                |                |                |                |                |                |
| 2003           | Jak II: El renegado                          | Naughty Dog                                                    |                |                |                |                |                |                |
| 2004           | Jak 3                                        | Naughty Dog                                                    |                |                |                |                |                |                |
| Spin offs      |                                              |                                                                |                |                |                |                |                |                |
| 2005           | Jak X                                        | Naughty Dog                                                    |                |                |                |                |                |                |
| 2006           | Daxter                                       | Ready at Dawn                                                  |                |                |                |                |                |                |
| 2009           | Jak & Daxter: La frontera perdida            | High Impact Games                                              |                |                |                |                |                |                |
| Otros títulos  |                                              |                                                                |                |                |                |                |                |                |
| 2011           | PlayStation Move Heroes                      | NStigate Games                                                 |                |                |                |                |                |                |
| 2012           | PlayStation All-Stars Battle Royale          | SuperBot Entertainment SCE Santa Monica Studio Bluepoint Games |                |                |                |                |                |                |
| 2012           | The Jak and Daxter Trilogy                   | Naughty Dog Mass Media Inc.                                    |                |                |                |                |                |                |
| 2013           | The Jak and Daxter Trilogy                   | Naughty Dog Mass Media Inc.                                    |                |                |                |                |                |                |

## Características generales de jugabilidad
A pesar del gran salto que hay entre la primera entrega y las siguientes y exceptuando Jak X, que es un juego de carreras; todos los juegos tienen unas características de jugabilidad más o menos comunes.
Jak es principalmente un juego de plataformas, que requiere el control de Jak (o Daxter) en puzles en los que hay que saltar esquivando y luchando contra enemigos para llegar a una meta u objetivo final. El personaje no puede ser dañado nada más que unas pocas veces antes de caer, aunque hay objetos de recuperación (Eco Verde). Jak puede dar un doble salto para llegar a lugares lejanos y posee varias formas de golpear físicamente. A partir de Jak II, también cuenta con un arma multi-forma de Eco, que adquiere hasta cuatro modalidades distintas y la Turbotabla, una especie de skate que levita mediante Eco Azul y que permite hacer piruetas, llegar a algunos sitios o moverse más cómodamente por el juego. Los juegos también incluyen diversos puzles mentales, escenas de disparo a un blanco, de conducir vehículos, tareas contrarreloj, entre otros...
La sexta entrega de Jak and Daxter es Jak and Daxter: The Lost Frontier, que narra el fin del mundo. Jak, Kiera y Daxter están en El Límite (el fin del mundo. Kiera es secuestrada por los piratas. Jak emprenderá una aventura para salvarla y evitar el fin del mundo reestabilizando el Núcleo de Eco.
Al final de la entrega se puede ver una escena en la que se descubre la trama de un próximo juego, la existencia de otros Núcleos de Eco.
Desde Jak & Daxter 2, la serie ha pasado a tener una clasificación T +13 (Adolescentes más de 13 años) debido al consumo de alcohol, lenguaje agresivo y grosero, violencia real / fantástica con sangre medio e insinuaciones entre los comentarios de Daxter y Tess, su pareja.

## Localización
La localización de la historia se ambienta en un planeta ficticio, sin nombre revelado y similar a la Tierra en muchas cosas. Está habitado por seres de apariencia totalmente humana, salvo por las largas orejas, con forma élfica, que poseen los personajes. Jak and Daxter narra las aventuras al principio en la Aldea de Sandover y los alrededores. Jak II se centra en Villa Refugio y los alrededores, aunque más tarde se descubre, que al suceder los acontecimientos en el Futuro y al ser Jak de otro periodo temporal, la Aldea de Sandover, es ahora parte de Villa Refugio. Jak III centra su trama de nuevo en Villa Refugio y en la ciudad de Spargus y todo el desierto que la rodea. Jak X lleva su argumento entre Villa Refugio, Spargus, La Montaña Helada (visitada en Jak I) y Ciudad Kras (una ciudad cercana a Villa Refugio).
Daxter también se sitúa en Villa Refugio, aunque permite ver y acceder lugares de la ciudad y otros sitios que el jugador no pudo ver en Jak II)
Los humanos que habitan en Villa Refugio y las regiones colindantes se muestran muy avanzados tecnológicamente, con dispositivos futuristas como coches voladores, hologramas,... que se diferencian bastante de las pequeñas cabañas más modestas de la aldea de Sandover, lo que muestra el contraste entre las dos épocas diferentes. (Encima de la Aldea de Sandover es donde se construyó posteriormente Villa Refugio)
Villa Refugio aun así se muestra como una ciudad muy controlada. Todas la ciudad está rodeada con grandes murallas de metal, las calles están llenas de Guardias de la Guardia Carmesí y hay constantes pancartas y locuciones que ensalzan al Barón Praxis. Todo esto intenta reflejar la fuerte dictadura a la que estaban sometidos los habitantes de Villa Refugio en Jak II. (En Jak 3, con Praxis muerto, hay una gran batalla por el control de la ciudad)

## Premios
El éxito de la serie Jak and Daxter ha llevado a que este se haga con 7 Records Guiness (Guinness World Records: Gamer's Edition 2008), incluyendo el récord al "Primer juego en 3D sin cortes de carga", "La serie más exitosa que ha salido para una sola plataforma" y el récord al "Mayor número de escenas en un videojuego" para Jak II, que posee 131 y Jak 3 que cuenta con 213 escenas.
| Juego                                | Game Rankings | Metacritic |
| ------------------------------------ | ------------- | ---------- |
| Jak and Daxter: The Precursor Legacy | 90.29%        | 90         |
| Jak II                               | 87.98%        | 87         |
| Jak 3                                | 85.16%        | 84         |
| Jak X: Combat Racing                 | 77.06%        | 76         |
| Daxter                               | 86.18%        | 85         |

## Curiosidades
Originalmente Jak iba a tener la apariencia de un joven adolescente similar a un lobo con atributos de nativos americanos incluyendo pintura facial y vestía un atuendo diferente.
A lo largo de los años, ha existido una discusión entre los fanáticos que pensaban que Jak era mudo en el primer juego y que gracias al eco oscuro adquirió la capacidad de hablar, y los fanáticos que creían que Jak simplemente era muy tímido.
Finalmente se confirmó - aparentemente - que si podía hablar, pero no lo hacía exactamente por su timidez, sino porque Daxter lo interrumpia en cada oportunidad que tenía y el joven prefería dejar que su amigo hablara por él.